# Siscu Baiges
Francesc Baiges Planas (Barcelona, 16 de octubre de 1956), conocido también como Siscu Baiges, es un periodista español. Es autor del libro Banca Catalana: Más que un banco, más que una crisis (1985), la primera obra sobre la historia de Banca Catalana, desde su fundación en 1959 a partir de una modesta entidad local, hasta su crisis y la posterior acción fiscal, explicando el cómo y el porqué de la mayor crisis bancaria convencional de la historia financiera europea. Continuó su trayectoria periodística especializándose en política internacional, cooperación al desarrollo y solidaridad, recibiendo diversos premios por su trayectoria. En la actualidad es vicepresidente de la ONG Solidaritat i Comunicació (SICOM), colaborador de Catalunya Plural-El Diario, El Triangle y El Periódico de Cataluña, además de profesor en la Facultad de Ciencias de la Comunicación de la Universidad Autónoma de Barcelona.

## Trayectoria
Licenciado en Ciencias de la Información (1980) por la Universidad Autónoma de Barcelona y en Psicología (1985) por la Universidad de Barcelona, inició su trayectoria periodística en El Món: setmanari d'informació general (1982-1984) y (1985-1989), y Ràdio 4 (1984-1985), época en la que incidió en el periodismo de investigación y denuncia en Cataluña coescribiendo libros como Banca Catalana, más que una banca, más que una crisis (1985) -un libro de investigación periodística escrito por Baiges junto a Enric González y Jaume Reixach, que tardó casi un año en publicarse, desvelando claves de la historia y la crisis de la entidad- Por contarlo que no quede (1986), y Jordi Pujol, historia de una obsesión (1991) aportando claves tanto de la historia industrial y económica de Cataluña de la época, como de la propia Banca Catalana.
De 1989 a 1994 trabajó en la redacción del Diario de Barcelona (1989-1994) y posteriormente en Com Ràdio (1994-2013), además de realizar colaboraciones en medios como El Triangle, La Vanguardia, Alterantivas Económicas, Crónica Global, Catalunya Plural - El Diario y El Periódico de Catalunya.
Especializado en política internacional y cooperación al desarrollo ha recibido diversos premios por su trayectoria solidaria, especialmente por su trabajo en el programa de radio Tots x Tots de Com Radio. En 2002 escribió ONGD. historia, aciertos y fracasos de quienes quieren ayudar al Tercermundo, planteando el debate sobre el papel de las ONGD en España, sus contradicciones y sus retos.
Es vicepresidente de SICOM Solidaritat y Comunicació, una ONG creada en 1995 formada por profesionales de la comunicación que tiene entre sus objetivos fomentar el periodismo crítico. Además, en la Facultad de Comunicación de la UAB le galardonaron con el premio al mejor profesor del año. En otro marco, en 2013 participó en el documental "Determinants de la salut, el negoci de la vida" (Determinantes de la salud, el negocio de la vida), denunciando la situación de la sanidad pública y la precarización y las desigualdades.
Desde 2015 es profesor asociado en la Facultad de Periodismo de la Universidad Autónoma de Barcelona, impartiendo entre otras asignaturas "periodismo internacional" y "Producción periodística multiplataforma".

## Publicaciones
- Banca Catalana, más que una banca, más que una crisis. (1985) Francesc Baiges, Enric González y Jaume Reixach. Plaza & Janés
- Por contarlo que no quede (1986) Francesc Baiges y Pedro Cullell B 21331-1986
- Jordi Pujol, historia de una obsesión (1991) Francesc Baiges, Enric González y Jaume Reixach. Ediciones Temas de Hoy
- Las ONGs de desarrollo en España, los dilemas de la cooperación (1996) Flor del Viento
- ONGD. historia, aciertos y fracasos de quienes quieren ayudar al Tercermundo (2002) Siscu Baiges, prólogo de Rosa Regás e Ignasi Carreras. Intermón Oxfam - Plaza & Janés ISBN 8484509788

## Documentales
- La Plataforma, el documental (2011-2012)[11]
- La Salut el negoci de la vida (2013-2014)[9]

## Premios
- 2008 Premio Joaquim Gomis a la trayectoria profesional otorgado por Cristianisme i Justícia, Justícia i Pau, la Fundación por la Paz, Cultura de Pau, Foc Nou y El Ciervo.[12]
- 2011 Premio por su trayectoria profesional en la 17a edición de los Premios a los Medios de Comunicación que otorga el Consejo Municipal de Bienestar Social del Ayuntamiento de Barcelona.[13]
- 2013 Premio del Consejo Audiovisual de Cataluña por su trayectoria de fomento de la diversidad en el ámbito de la comunicación audiovisual.[14]